# Urząd Geltinger Bucht
Urząd Geltinger Bucht (niem. Amt Geltinger Bucht) – urząd w Niemczech w kraju związkowym Szlezwik-Holsztyn, w powiecie Schleswig-Flensburg. Siedziba urzędu znajduje się w miejscowości Steinbergkirche.
W skład urzędu wchodzi 16 gmin:
1. Ahneby
2. Esgrus
3. Gelting
4. Hasselberg
5. Kronsgaard
6. Maasholm
7. Nieby
8. Niesgrau
9. Pommerby
10. Rabel
11. Rabenholz
12. Stangheck
13. Steinberg
14. Steinbergkirche
15. Sterup
16. Stoltebüll